# 第二索菲伊夫卡
50°17′26″N 25°33′4″E / 50.29056°N 25.55111°E
第二索菲伊夫卡（烏克蘭語：Софіївка Друга），是烏克蘭的村落，位於該國西北部羅夫諾州，由杜布諾區韦尔巴市镇負責管轄，面積0.02平方公里，海拔高度241米，2001年人口64，人口密度每平方公里3,764.7人。